# Піко Александер
Александер Лукаш Йоґалла (англ. Alexander Lukasz Jogalla; нар. 3 червня 1991, Нью-Йорк, штат Нью-Йорк, США) — американський актор театру, кіно та телебачення польського походження, найбільш відомий за ролями Гаррі Дорсі у стрічці «Знову вдома» та Клевінджера у мінісеріалі «Пастка-22».

## Життєпис
Піко Александер народився 24 грудня 1984 року в місті Нью-Йорк, штат Нью-Йорк, у сім'ї емігрантів з Польщі, Лукаша Йоґалли — кінооператора, та Магдалени Дескур, які приїали у США в 1984 році. Його дідусем по батьку був Єжи Йоґалла — польський актор та режисер, прадідусем по материнській лінії був відомий польський журналіст, громадський діяч та головний редактор тижневика «Tygodnik Powszechny» Єжи Турович. У нього є молодша сестра Клара.
Він виріс у районі Парк-Слоуп округ Бруклін. Закінчив Вищу школу музики та виконавського мистецтва Фіорелло Г. Лаґуардія та Школу мистецтв Мейсона Ґросса Ратґерського університету. Під час навчання виступав у театральних виставах школи.
На Бродвеї зіграв у «Наше містечко», «Панк-рок», «Що я зробив минулого літа», «Португальська дитина».

## Фільмографія

### Фільми
| Рік  |    | Українська назва     | Оригінальна назва          | Роль          |
| ---- | -- | -------------------- | -------------------------- | ------------- |
| 2009 | кф | «Тюрбан»             | Turban                     | Джонатан      |
| 2014 | кф | «Для протоколу»      | For the Record             | Том           |
| 2014 | ф  | «Найжорстокіший рік» | A Most Violent Year        | Еліас Моралес |
| 2016 | ф  | «Обурення»           | Indignation                | Сонні Коттлер |
| 2017 | ф  | «Машина війни»       | War Machine                | Трей Ванделла |
| 2017 | ф  | «Знову вдома»        | Home Again                 | Гаррі Дорсі   |
| 2018 | ф  | «Літня пора»         | Summer Days, Summer Nights | Дж. Дж. Флінн |
| 2018 | ф  | «Гаряче повітря»     | Hot Air                    | Ґрейсон       |
| 2021 | ф  | «Суперіор»           | Superior                   | Роберт        |
| 2022 | ф  |                      | The Sky Is Everywhere      | Тобі          |
| 2022 | ф  |                      | The Honeymoon              | Адам          |

### Серіали
| Рік  |   | Українська назва            | Оригінальна назва       | Роль                                              |
| ---- | - | --------------------------- | ----------------------- | ------------------------------------------------- |
| 2014 | с | «Щоденники Керрі»           | The Carrie Diaries      | Нік (Епізод: "Under Pressure")                    |
| 2014 | с | «Альфа-будинок»             | Alpha House             | Рубен (Епізод: "Showgirls")                       |
| 2014 | с | «Незабутнє»                 | Unforgettable           | Джейсон (Епізод: "Reunion")                       |
| 2014 | с | «Послідовники»              | The Following           | Джо (Епізод: "Young Joe")                         |
| 2014 | с | «Блакитна кров»             | Blue Bloods             | Даррен Бентлі (Епізод: "Power of the Press")      |
| 2015 | с | «Помаранчевий — хіт сезону» | Orange Is the New Black | Єн (Епізод: "Fake It Till You Fake It Some More") |
| 2019 | с | «Пастка-22»                 | Catch 22                | Клевінджер (3 епізоди)                            |
| 2021 | с | «Дікінсон»                  | Dickinson               | Генрі "Шип" Шиплі (9 епізодів)                    |
| 2022 | с | «Пліткарка»                 | Gossip Girl             | Майк Шубін (5 епізодів)                           |
| 2023 | с |                             | Saint X                 | Джош (8 епізодів)                                 |

### Відеоігри
| Рік  |    | Українська назва        | Оригінальна назва     | Роль        |
| ---- | -- | ----------------------- | --------------------- | ----------- |
| 2018 | вг | «Red Dead Redemption 2» | Red Dead Redemption 2 | Кіран Даффі |